# La Casa del Rock
La Casa del Rock Naciente es un programa de radio argentino, presentado por Alfredo Rosso y emitido en Rock & Pop.
Se transmite desde Buenos Aires y puede escucharse en 20 estaciones afiliadas en distintas ciudades de Argentina y también en Miami.

## Historia

### Inicios
Nació en 1997 como una sección llevada adelante por Alfredo Rosso en ¿Cuál es? por Rock & Pop. Comenzó como un espacio diario dedicado a la historia del rock.

### El programa
Luego de tres años en los que se transformó en un segmento de culto, en 2000 se convirtió en un ciclo semanal dentro de la grilla de programación de Rock & Pop.
Ese mismo lanzó, a través de Sony Music, un álbum recopilatorio que abarcaba cuatro décadas de rock y diferentes estilos mediante canciones seleccionadas por el mismo Alfredo Rosso.

### Cancelación
Salió del aire a principios de 2014 debido a que las autoridades que dirigían la emisora entonces decidieron terminar casi todas las producciones del fin de semana y emitir solamente música en sus lugares.

### Regreso
Finalmente volvió un año después como Vino Rosso y ya en 2016 retomó su nombre clásico.

## Discografía
- 2000: La Casa del Rock Naciente (Selección de canciones)[3]

## Premios y distinciones
- 2003: Premios Martín Fierro - Programa musical - La Casa del Rock Naciente (Rock & Pop) - Nominado[4]
- 2007: Premio Éter - Programa musical - La Casa del Rock Naciente (Rock & Pop) - Ganador[5]
- 2008: Premio Éter - Programa musical - La Casa del Rock Naciente (Rock & Pop) - Nominado[6]
- 2010: Premio Éter - Programa musical - La Casa del Rock Naciente (Rock & Pop) - Ganador[7]
- 2010: Premio Éter - Equipo de producción semanal FM - La Casa del Rock Naciente (Rock & Pop) - Ganador
- 2017: Premios Martín Fierro - Programa musical - La Casa del Rock Naciente (Rock & Pop) - Nominado
- 2018: Premios Martín Fierro - Programa musical - La Casa del Rock Naciente (Rock & Pop) - Nominado[8]
- 2019: Premios Martín Fierro - Programa musical - La Casa del Rock Naciente (Rock & Pop) - Nominado[9]

## Equipo
- Conductor: Alfredo Rosso[10]
- Operador técnico y editor: Guido Almirón